# Marko Perović (futbolista nacido en 1984)
Marko Perović (Pristina, Yugoslavia, 11 de enero de 1984) es un futbolista serbio. Juega de centrocampista y su equipo actual es el Estrella Roja de Serbia.

## Trayectoria
Marko Perović nació en Pristina, antigua Yugoslavia.
Empezó su carrera futbolística en las categorías inferiores de un equipo de su ciudad natal, el KF Prishtina. En 2000 ficha por el Estrella Roja de Belgrado. Militó en este equipo 8 temporadas, consiguiendo cuatro títulos de Liga y cuatro de Copa. En su último año sufrió una lesión que le mantuvo apartado de los terrenos de juego unos meses. 
A su regreso se encontró con menos oportunidades de salir de titular, así que a principios de 2008 se macha en calidad de cedido al FC Basilea suizo. Debutó con su nuevo club el 9 de febrero en el partido FC Basilea 3-0 Neuchâtel, donde Marko Perović anotó un tanto. Ese mismo año se proclama campeón de Liga, Copa y Uhrencup. El FC Basilea, contento con el trabajo de Perović, decide hacer efectiva la opción de compra en verano pagando 800000 euros al Estrella Roja.

## Selección nacional
Ha sido convocado a la selección de fútbol de Serbia en la categoría sub-21.

## Clubes
| Club                      | País           | Año       |
| ------------------------- | -------------- | --------- |
| Estrella Roja de Belgrado | Serbia         | 2000-2008 |
| FC Basel                  | Suiza          | 2008-2010 |
| New England Revolution    | Estados Unidos | 2010-2011 |
| Estrella Roja de Belgrado | Serbia         | 2012-     |

## Palmarés
- 4 Ligas de Serbia/Yugoslavia (Estrella Roja; 2001, 2004, 2006 y 2007)
- 1 Copa de Yugoslavia (Estrella Roja, 2002)
- 2 Copas de Serbia y Montenegro (Estrella Roja, 2004 y 2006)
- 1 Copa de Serbia (Estrella Roja, 2007)
- 1 Liga de Suiza (FC Basilea, 2008)
- 1 Copa Suiza (FC Basilea, 2008)
- 1 Uhrencup (FC Basilea, 2008)